# 蠅声の王
『蠅声の王』（さばえのおう）は、2006年4月28日にLost Scriptから発売された18禁アドベンチャーゲームである。
初回版にはオリジナル六面ダイス2個・記述用ステータスシート封入。

## 概要
本作はゲームブランド「Lost Script」のデビュー作。「デジタライズド・ゲームブック」と銘打たれたジャンル通り、良くも悪くも『ゲームブック』を忠実にデジタルゲーム化したかような作品となっている。その一風変わったゲーム性が評価され、美少女ゲームアワード2006にてニュージャンル賞を受賞した。

## システム
物語全体が???個のパラグラフ（段落）に分けられ、それぞれに1～???の番号がふられている。「1」からゲームが始まり、プレイヤーは各章末の選択肢で指定されたパラグラフへと移動しながらテキストを読み進めていく。と言うのが基本的なプレイスタイルだがその移動法は画面上の「スフィア」という球体にプレイヤーが自分でパラグラフ番号を入力する方法なため、選択肢を無視して好きなパラグラフへ移動することができる（100と入力すれば状況に関係なく第100章に飛べる）。つまり、エンディングのパラグラフ番号さえ知っていれば途中を飛ばしていきなりエンディングに行くことも可能である。
戦闘やイベントなどで結果判定を行う際は、画面上の「デジタルダイス」（または同梱の六面ダイス等）を振って結果を求める。しかしダイスを振って出た結果は自己申告で入力するシステムの為、何度も振り直したり、結果を偽証（1が出たのに6と入力等）したり、そもそもダイスを振らずに好きな数字を入力したりすることができる。正直にダイスの出目に従うかどうかはプレイヤーの自由。
ステータスやアイテム個数の記録なども自分で行う（ゲーム内部ではこれらの数値が自動処理されない）。例えば敵から3のダメージを受けたことになった場合、現HPから3を引いた数をプレイヤー自身が紙に書き留めるなどして記録することになる（つまりこれも自己申告のため、ダメージ自体なかったことにもできる）。また持っていないアイテムを使用することも可能である（たとえ見たことも聞いたことの無いような物でも）。
このように、プレイヤーの意思次第で正当なプレイも“ズルい”遊び方もできる点も実際のゲームブックと同様になっている。ちなみにズルをすることはメーカー公認である。そのため搭載予定だったアイテムやステータスの自動処理（あくまでもプレイヤーの手間を省くためであり、判定は一切行わない）を、ズルした場合にどうしても不具合が出ると言う理由で廃止したとメーカーは語っている。
ちなみにこれまでもフリーウェア等でゲームブックを意識した物は作られていたが、いずれも文章表現や戦闘システムがゲームブック的と言うだけで判定はすべてコンピューターが行っていた（改造でもしない限りズルは不可能）。

## 登場人物
※声はシナリオIIのみ。
エス [Es]
声：空乃太陽
農林水産省消費・安全局衛生管理課、特殊防疫対策班。通称“化け物屋敷［スプークハウス］”のハンター。スプークハウスによる投薬実験“ロトシックス”の投与により、“陽の下を歩ける吸血鬼［デイウォーカー］”となる。武装は対霊処理された特殊弾を発射する45口径拳銃“悪機［あくき］”。また、日本刀“八咫［やあた］”をもつ。ロトシックス投下以前の記憶を持たないのだが、そのこと自体にはあまり深い感心や執着を持っている様子がない。 ハンターとしての活動そのものに存在意義らしきものを見出しているらしく、淡々とストイックに職務を遂行する。また、その極めて高い能力と引き換えに重度の睡眠障害［インソムニア］を患う。そのためか、“眠りたい”という望みを持つ。
アイン [EINHA[¨]NDER]
声：榊原ゆい
隻腕の少女。かつては合衆国科學情報局、超常現象事務局“OPS”の新米ハンターだったが、初の実戦中、師を失ったところでエスに救われ任務を同道することに。最終的には師の仇をとるも強力な毒物により瀕死の重傷を負い、エスの“抱擁”を受ける。結果として生き残り、そのままOPSからスプークハウスに出向のような形で一時移籍。平時は左腕に擬態した義手を着けており、その義手を利用しての肉弾戦を得意とする。また師から習得した魔術も併用する場合がある。緊急時にはさらに戦闘に特化した巨大な義手、術式破城槌『ヘルツォ・グロンド［Herzo[¨] Grond］』を使用。巨大な装備の為、普段は棺桶に入れて担いで持ち歩いている。直情径行が強く陽気な性格をしているが、それは表向きであって本来は繊細な少女であるようだ。
プレさん
声：滝川昌
なぜかエスと行動を共にする、人語を解する謎のプレーリードッグ。自称、“至高にして重畳［ちょうじょう］たる高貴の賓［マレビト］。異郷［とこよ］から此方［こなた］に来訪するものにして、人々に祝福と咒［のろ］いとを与えて去る賓位［まろうどい］の支配者。この賓位［せかい］に唯一、ちょう貴重かつ、ちょう高貴な吸血プレーリードッグ”であると主張するが、その正体、或いはなにか正体に相当するモノがあるのかどうかも不明。インチキ関西弁（？）を繰り話すが、現実に声帯を使って喋る訳ではなく、一種の念波により頭の中に直接話し掛けているようだ。懐に“或る真祖の聖乾肉［パン］”というアイテムを持ち、吸血鬼の中でも血統の純粋な貴族種の、心臓の最期の一滴“聖血液［ワイン］”を収集して回っているが、その目的は不明。
カザト [海聖]
声：ありす
農林水産省消費・安全局衛生管理課、特殊防疫対策班、通称“化け物屋敷［スプークハウス］”のハンター。自らの両親であった、ウズヒ［太陽］、ミツキ［月］の二体の喰屍鬼を従え、アンチヘイフリックの伸長を目的に活動しているハンターだったが前回任務にて、吸血鬼ウルリーカにより排除を命じられたクリストフェルによりその2人を一時に失う。その後、敵であるキヨタを闘いの中で救い、抱擁。2人組のハンターとなる。彼女も吸血鬼ではあるがタイプは吸精［サキュバス］であり、相手の精から高純度に精気を得ることができる。倫理観と無縁の後天性吸血鬼（元人間）。武器は神槍、イシューリエル。基本的には雷撃系の魔法を得意とする。
キヨタ
声：滝川昌
元・ヴァクトマイステル（クリストフェル付け）執事。幼い頃、ふとした事故により滅びた村のたった２名の生き残りとなる。共に生き延びたコサチと共に、その契機となったクリストフェルの元で執事として仕え生き延びるが、本人の目的は吸血鬼となりそのチカラを以て吸血鬼を滅ぼすことにあった。その慇懃な態度と物腰で一見冷静に見えるが、意外と直情的な面がある。前作にてカザトとの戦いに敗れ、部下となる条件を承諾し、“抱擁”を受け吸血鬼となる。特殊なスタンガンの内蔵されたトンファータイプの三段ロッドを武器に、足技を使い攻める格闘を得意とする。
クリス
声：左高蹴
クリストフェル・マルカヴィアン・ヴァクトマイステル。蠅声の王とも称された、強力な吸血鬼。ニューモデルアーミー2丁を武器とした正確無比な射撃を得意とする。同血族の祖であるウルリーカに死んだ母親の蘇生を約束され、長らく本意ではない人間狩りなどをさせられていたが、エスらとの邂逅の中で自分を取り戻し、最後には自らの手でウルリーカを倒す。その後自分を慕う元メイド、コサチとともに出奔、行方を眩ませる。ウルリーカが死んだ現在では、最後のヴァクトマイステルとなる。ただし母親は人間であり、純血のヴァンパイアではない。
コサチ
声：遠野そよぎ
元・ヴァクトマイステル（クリストフェル付け）メイド。幼い頃、自らの村を焼き払うほどの強力な発火能力［パイロキネシス］を発症、その際にクリストフェルと巡りあい同村の出身であるキヨタと共にヴァクトマイステル家に引き取られ、人間ながら同家のメイドとして仕える。吸血鬼でありながら様々な苦悩を抱えるクリスを密かに愛し、そのために自らの能力でエスの前に立ちはだかる。結果敗れ瀕死の重症を負うが、その行動に心打たれたクリスにより“抱擁”を受け、彼と共に生きる吸血鬼の道を選ぶ。
琴科 明歩
声：ありす
宮内庁禁衛府祭祀局審神部霊障対策室判任官一等のエージェント。式王子（陰陽道・式神・いざなぎ流）使い。“判任官”は現在公式には廃止された官等。判任官一等は軍隊でいうと曹長（少尉候補生）にあたる下士官。宮内庁禁衛府祭祀局は、吸血鬼問題が発生する遥か以前から本邦に存在していた組織で、祭祀局はその中でもオカルトに特化していた。その活動は半ば形骸化していたが、近年の吸血鬼等の暗躍により、その力を盛り返そうという動きが表面化しつつある。警察（警視庁）に対する麻薬取締官（厚生労働省）のような関係で、スプークハウスとは別個の活動をしていたが、捜査の過程で知り合う。
狭間
声：秋山樹
急速に勢力を伸ばす新進企業「白亜IT,ハクア・アイティー製薬」の最高経営責任者にして、吸血鬼。常にスクリーンを降ろした執務室で精力的な政務を行ない、業績を積み上げてきた。医療分野での巨大なパテントを制する為、ウルリーカが半ばまで到達した、人間の完全蘇生術を完成させんと暗躍する。冷徹と粗野とが同居したような尊大さを併せ持つ、強力な野心家。
イミルキ [忌寸]
声：榊原ゆい
狭間の配下の一角。その能力や性質は不明だが、狭間と対等に近い話し方をするため吸血鬼だと思われる。 立ち居振る舞いが奔放であり、仲間である吸血鬼、ミチノシ[道師]にいさめられることが多いため、両者の仲は悪いようだ。蒼い髪と、猫科を思わせるアーモンドの瞳が印象的な少女。
黒乃
声：来栖玲
狭間の秘書。高い忠誠心を示す。極端に寡黙であるが故に何を考えているのか窺うのは難しいが、その様子が、カザトなどにとってはある人物を偲ばせてしまうようだ。
織部
声：遠野そよぎ
狭間のもとに捕らわれた少女。彼女の捕らわれている執務室には他にも常時女性が捕え置かれ、狭間の毒牙にかかり命を落としているが、彼女は特別であるようだ。吸血鬼に“抱擁”をうけた（血を吸われた）者は、処女・童貞であれば自動的に吸血鬼へと。非処女・非童貞の者であった場合は喰屍鬼[グール]化という運命にあるが、 彼女の場合は変化がみられないことから、なにか特殊な体質などを備えているのかもしれない。
ウルリーカ
声：来栖玲
ウルリーカは、クリスより以前から「蠅声の王」とも号された強力な貴族種の吸血鬼。外見は幼く見えるが、これはいかにより多くの人間の血や精を“無駄に浪費し若さを保つ”といっ古の貴族種がもつ趣味のあらわれであり、 決して穢れのない幼さを持ち合わせるものではない。ヴァクトマイステル血族の盟主にして、命の“蘇生”を研究していた者。
マガト [禍吐]
声：舞幸運
マガト[禍吐]は、そのウルリーカにかしづく吸血鬼であった。男女問わずの童貞の血を、吸血鬼化せぬように汚しながらにすすり彼女のもとへと参じては、自分の首を通してその血を吸ってもらうことが歓びであるという男。また、闘いを好む神速のナイフ使いでもある。

## スタッフ
- シナリオ：大槻涼樹
- 原画・キャラクターデザイン：vanilla
- 音楽：たくまる
- グールデザイン：atu